# Гонсало Фернандес де Кордова-и-Кардона
Гонса́ло Ферна́ндес де Ко́рдова (исп. Gonzalo Fernández de Córdoba y Cardona-Anglesola, 31 декабря 1585 — 16 февраля 1635), принц Маратеа, испанский военачальник во время Тридцатилетней войны, военный губернатор Милана. Прямой потомок Великого Капитана.
Полное имя — Гонсало Андрес Доминго Фернандес де Кордова и Кардона-Англесола (исп. Gonzalo Andrés Domingo Fernández de Córdoba y Cardona-Anglesola). Выдающийся испанский военачальник в годы Восьмидесятилетней войны, Тридцатилетней войны и Войны за Мантуанское наследство. Достиг вершин военной иерархии и был пожалован титулом принца Маратеа в 1624 году.

## Биография
Родился в замке Кабра, в провинции Кордова и был третьим сыном в семье Антонио Фернандеса де Кордова Кардона и Рекесенс (исп. Antonio Fernández de Córdoba Cardona y Requesens), V-го герцога Сесса, главы клана Великого Капитана. Поскольку он был правнуком известнейшего испанского генерала Эпохи Возрождения, Гонсало Фернандеса де Кордовы, известного как Великий Капитан, это привело к тому, что он стал известен как «второй Великий Капитан». В 1624 году король Фелипе IV пожаловал ему титул принца Маратеа, княжества расположенного в одноимённом городе в Неаполитанском Королевстве. 
Он участвовал в битвах при Вимпфене и Флерюсе, при Хёхсте. С 1621 по 1623 годы командовал испанскими войсками в Пфальце и во Фландрии, где одержал две выдающиеся победы при осадах Гейдельберга и Бахараха. С 1625 года назначен на должность Губернатора Милана, каковую он занимал до 1629 года, принимая участие в Войне за Мантуанское наследство.
В 1632 году был направлен в Нидерланды где командовал испанскими войсками в операциях на нижнем Рейне против войск принца Оранского. После этого вернулся в Испанию в 1633 году где и жил до своей смерти в Монтальбане в 1635 году. Скончался не женившись и не оставив прямых потомков. 